# レオンテック
レオンテックAG(Leonteq AG)は金融サービスを行うスイスの企業である。 自社開発の最先端テクノロジーを駆使したプラットフォームを通して、様々なデリバティブ投資に関連する商品及びサービスを提供している。レオンテックは、これらの商品の直接の発行体となる一方で、ビジネス・パートナーである金融機関の商品もアレンジしている。また、レオンテックは保険会社に対して資本効率の高い年金保険関連商品も提供している。
2023年、同社の従業員数は約590名、14カ国に子会社及び支店を展開し、50以上の市場へアクセスしている。2023年度には、年間取引高213億スイス・フラン (約3.6兆円) 、営業収益260百万スイス・フラン (約437億円) を計上している 。 また、レオンテックAGは、 スイス証券取引所 に上場しており(証券コード SWX:LEON)、スイス・ストラクチャード商品協会（Swiss Structured Products Association SSPA ）の会員である。 

## 構造

### 株主[4]
レオンテックの主要株主は、約29％を保有するスイスの協同組合銀行であるライファイゼン・スイスである。 その他の重要な株主は、Rainer-Marc Frey （約12.2％） 、ルーカス・ルーフリン（約8％）、およびサンドロ・ドリーゴ（約2.5％）。 

### 法人
レオンテックはスイスのチューリッヒに本社を置き、レオンテックAGの中核子会社であるレオンテック・セキュリティーズAGはスイス連邦金融市場監督機関によって規制されている。 レオンテック・セキュリティーズAGはガーンジー及びアムステルダムに支店を持っている。 
同社はドイツに本社を置く、レオンテック・セキュリティーズ（ヨーロッパ）GmbHを介してヨーロッパ市場に参入し、現在ロンドンやパリに支店を置いている。さらに、レオンテックはモンテカルロにある子会社、レオンテック・セキュリティーズ（モナコ）SAMを運営している。 
アジア市場では、香港、シンガポール、日本でサービスを提供している。 

## 歴史
レオンテックは2007年にEFGファイナンシャル・プロダクツAG (EFG Financial Products AG) として設立された。 同社は2012年10月にIPOを完了し 、2013年にレオンテックAGに改名しました 。 

## 会社経営
レオンテックAGのCEO はルーカス・ルーフリン、および会長はクリストファー・M・チェインバース。 

## 日本法人
レオンテック証券株式会社はレオンテックAGの完全子会社である。レオンテックはアジアでの展開強化に向け、東京にレオンテック証券株式会社を新たに設立、2018年5月1日より業務を開始し、本格的に日本市場に参入した。レオンテック証券株式会社は、金融庁所管の第一種金融商品取引業者であり、日本証券業協会の会員である。同社は、レオンテック・セキュリティーズ AGおよびスイス大手金融機関であるライファイゼン・スイス、EFG インターナショナル等のビジネス・パートナーが発行する幅広い運用商品を日本の投資家に提供している。  